# Wet toekomst pensioenen
De Wet toekomst pensioenen (afgekort Wtp) is een Nederlandse wijzigingswet. Deze wet herziet het Nederlandse pensioenstelsel en wijzigt daarvoor dertien wetten, waaronder de Pensioenwet. De wet is per 1 juli 2023 in werking getreden, waarbij pensioenfondsen vooralsnog tot 2028 de tijd hebben om over te stappen naar het nieuwe stelsel. Op 1 januari 2025 zijn de eerste drie pensioenfondsen overgestapt.

## Inhoud
De wet heeft betrekking op het aanvullende pensioen dat opgebouwd wordt bij een pensioenfonds. De doorsneesystematiek wordt vervangen door persoonlijke pensioenpotjes per deelnemer. Een pensioenpotje vertegenwoordigt de actuariële waarde van een pensioenaanspraak. Dat betekent dat het persoonlijke potje niet kan opraken door lang leven, maar dat er geen geld overblijft voor erfgenamen bij statistisch vroegtijdig overlijden.
De pensioenfondsen doen geen toezeggingen meer over de hoogte van de pensioenuitkering, maar gaan uit van het opgebouwde vermogen. Omdat inleg op jonge leeftijd meer tijd heeft om te renderen, weegt dat zwaarder in het nieuwe stelsel. Omdat de toezegging verdwijnt, beweegt het pensioen ook sneller mee met de stand van de financiële markten.
Ook het nabestaandenpensioen wordt anders ingeregeld. Bestaande aanspraken worden gerespecteerd maar onder de Wtp is voor de pensioendatum alleen een verzekering mogelijk op risicobasis.
Voor deze transitie moet 1.500 miljard euro pensioengeld in collectieve pensioenpotten verdeeld worden over persoonlijke pensioenpotjes. Dit proces wordt invaren genoemd.

## Totstandkoming

### Pensioenakkoord

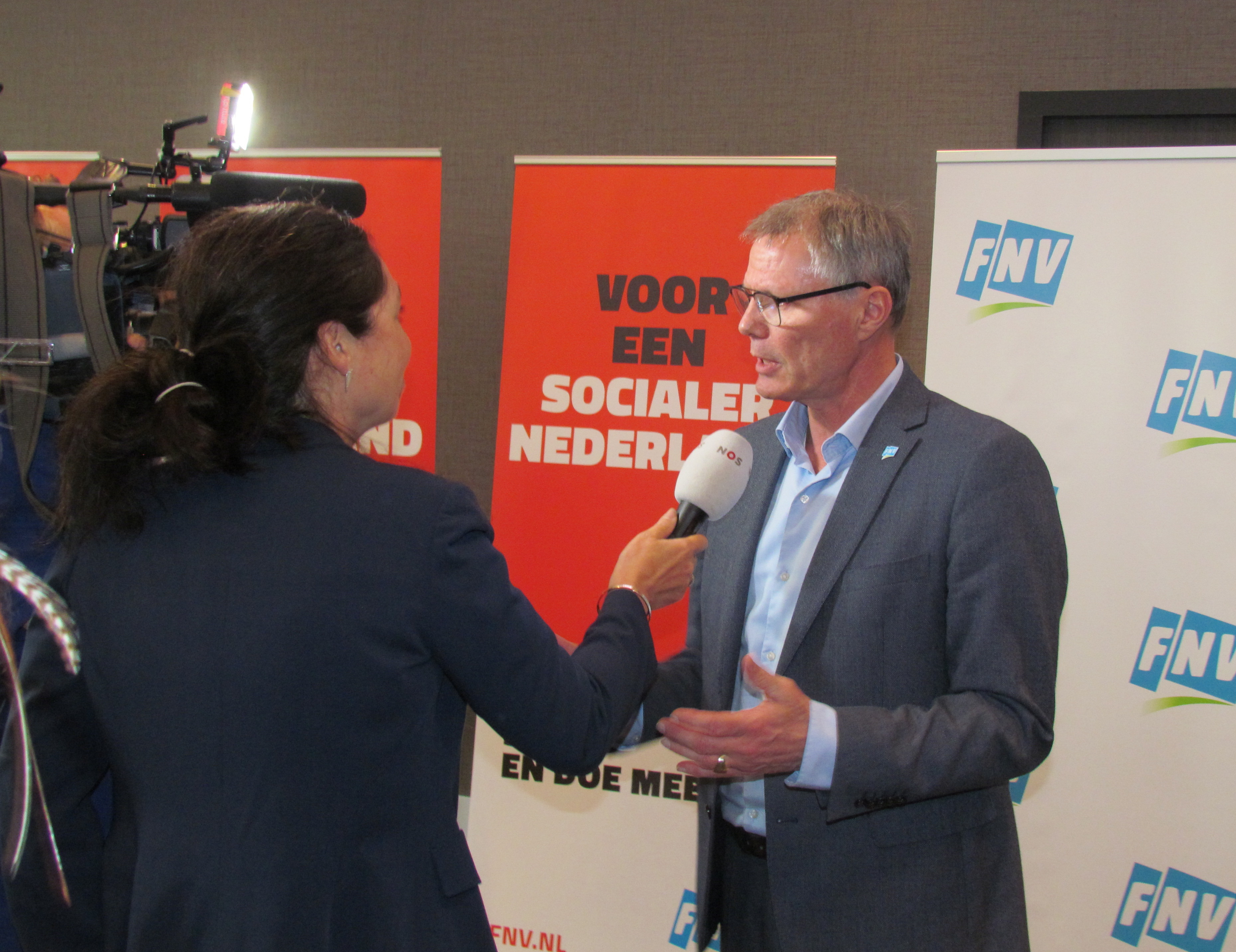
FNV-voorzitter Han Busker staat de pers te woord nadat het FNV-ledenparlement heeft ingestemd met het pensioenakkoord in 2019.

Al sinds 2004 was er de wens in de Nederlandse politiek en bij werkgevers en vakbonden om het pensioenstelsel te hervormen, onder meer vanwege de vergrijzing. In 2010 kwamen zij tot een politiek akkoord, maar dit werd grotendeels niet uitgevoerd vanwege de begrotingscrisis van de overheid in 2012. De landsadvocaat had op basis van dat toenmalige akkoord voor de juridische houdbaarheid geadviseerd om invaren niet te verplichten. De ambtelijke adviezen op het advies van de landsadvocaat werden openbaar gemaakt op 8 december 2023. Het advies van de landsadvocaat bleef geheim, maar de strekking werd duidelijk.
Uiteindelijk werd in 2019 alsnog een pensioenakkoord gesloten, wat de basis vormde voor de Wet toekomst pensioenen. Voorwaarde voor steun van de vakbonden hiervoor was een beperktere verhoging van de AOW-leeftijd. In juni 2020 werd een verdere uitwerking van het pensioenakkoord gepresenteerd. Het ledenparlement van vakbond FNV stelde aanvankelijk stemming uit, maar stemde in juli in met de uitwerking.

### Wetsbehandeling
Het pensioenakkoord moest vervolgens uitgewerkt worden tot een wet. Eind 2020 presenteerde minister van Sociale Zaken en Werkgelegenheid Wouter Koolmees de conceptwet. Op de consultatie kwamen achthonderd reacties. Door dit hoge aantal duurde het verwerken langer dan gepland, waardoor de wet een jaar vertraagd werd.

#### Tweede Kamer
De opvolger van Koolmees, minister voor Armoedebeleid, Participatie en Pensioenen Carola Schouten, diende op 29 maart 2022 uiteindelijk het wetsvoorstel in bij de Tweede Kamer. De Kamer debatteerde ruim honderd uur over het wetsvoorstel. Het kabinet-Rutte IV had weliswaar een meerderheid in de Tweede Kamer, maar moest met het oog op de minderheid in de Eerste Kamer ook oppositiepartijen overhalen. GroenLinks en Partij van de Arbeid stelden drie wijzigingsvoorstellen als voorwaarde, zoals wettelijke doelstelling om aantal werknemers zonder pensioenregeling te halveren. Deze werden aangenomen met steun van de coalitie. Achttien andere wijzigingsvoorstellen kregen eveneens een meerderheid, zoals het beperken van vrijheid van fondsen, minder extreme beleggingsrisico's en het gelijktrekken van gepensioneerden. Op 22 december 2022 werd de wet aangenomen in de Tweede Kamer, gesteund door VVD, D66, CDA, PvdA, GroenLinks, ChristenUnie, SGP en Volt (93 stemmen voor, 48 tegen).

#### Eerste Kamer
Na behandeling in de Tweede Kamer werd het naar de Eerste Kamer verstuurd. Oppositiepartijen PVV, 50PLUS, JA21 en SP probeerden daar de wetsbehandeling te vertragen, omdat in maart de Provinciale Statenverkiezingen 2023 plaatsvonden en eind mei de Eerste Kamerverkiezingen 2023. Er werden bijvoorbeeld meer dan duizend schriftelijke vragen over de wet gesteld.
Om tegemoet te komen aan zorgen in de Eerste Kamer beloofde minister Schouten pensioenfondsen tot minimaal 2028 te geven om over te stappen op het nieuwe stelsel. Ook zegde zij toe een regeringscommissaris aan te stellen die in de gaten moet houden of dit haalbaar is.
Tijdens de behandeling in de Eerste Kamer stelde de SP dat een tweederdemeerderheid vereist was voor de wet. De wet wijzigt namelijk de Algemene pensioenwet politieke ambtsdragers (Appa), waarvoor de grondwet stelt dat een tweederdemeerderheid vereist is. Volgens minister Schouten was dat echter niet nodig omdat het slechts om wetstechnische wijzigingen gaat die juist geen wijzigingen in de praktijk betekenen. Op 30 mei stemde de Eerste Kamer in met de constatering dat een gewone meerderheid voldoende is. Dezelfde avond stemde de Eerste Kamer ook in met de voorliggende wet (46 voor, 27 tegen).

## Uitvoering
Op 1 januari 2025 zijn de eerste drie pensioenfondsen overgestapt op de Wtp: het Beroepspensioenfonds Loodsen, het pensioenfonds Werk & (Re)integratie (PWRI) en de Algemene Pensioen Groep NV (APG). Ze worden de koploperpensioenfondsen genoemd.
Er zijn technische fiscale knelpunten ontdekt bij het invaren van ingegane prepensioenen, ingegane tijdelijke overbruggingspensioenen en ingegane wezenpensioenen. Deze zullen met terugwerkende kracht worden opgelost.